# Дечимопуцу
Дечимопуцу (итал. Decimoputzu) је насеље у Италији у округу Каљари, региону Сардинија.
Према процени из 2011. у насељу је живело 3840 становника. Насеље се налази на надморској висини од 16 м.

## Становништво
| 1936. | 1951. | 1961. | 1971. | 1981. | 1991. | 2001. | 2011. |
| ----- | ----- | ----- | ----- | ----- | ----- | ----- | ----- |
| 1.847 | 2.494 | 3.014 | 3.352 | 3.803 | 4.113 | 4.025 | 4.315 |